# آخرین سخنرانی چائوشسکو

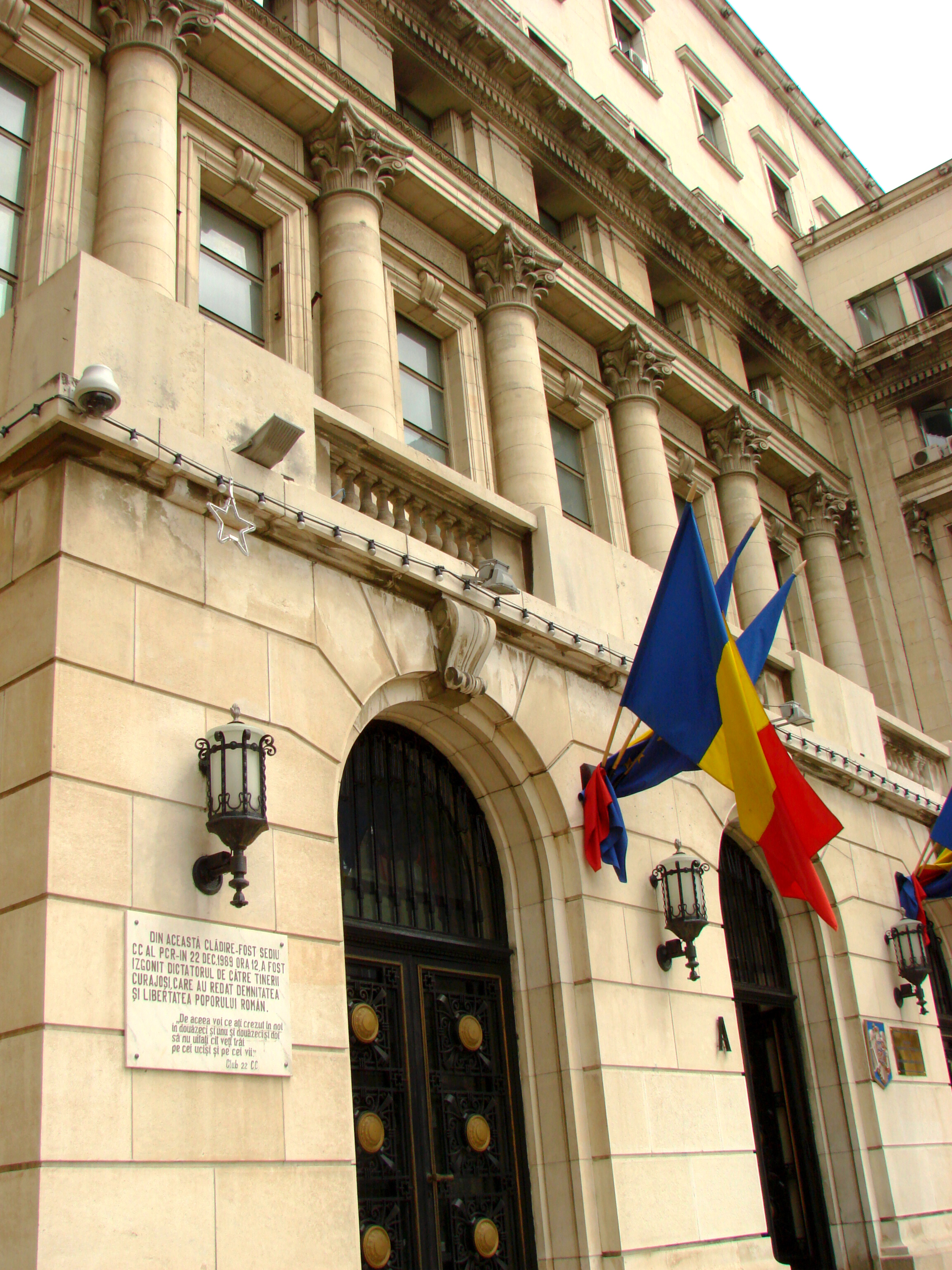
ستاد پیشین کمیته مرکزی حزب کمونیست رومانی (در حال حاضر وزارت امور داخلی) در بخارست، جایی که چائوشسکو سخنرانی نهایی خود را ارائه کرد.

آخرین سخنرانی نیکلای چائوشسکو رئیس دولت سابق و دبیرکل پیشین حزب کمونیست رومانیایی در ۲۱ دسامبر ۱۹۸۹ انجام شد. این سخنرانی یک لحظه اساسی در انقلاب رومانی بود.

## سخنرانی
به دنبال افزایش تنش پس از شورش در تیمیشوارا، که بر اساس گزارش‌ها در آن هزاران نفر کشته شدند، چائوشسکو تصمیم گرفت تا در برابر جمعیت در میدان کاخ (در حال حاضر به عنوان میدان انقلاب) در بخارست سخنرانی کند که از تلویزیون ملی پخش شود. این سخنرانی یک رویداد سالانه بود و توسط رژیم با دقت برنامه‌ریزی شده بود تا از موفقیت و حمایت مردمی اطمینان حاصل کند.
هزاران کارگر با تهدید به اخراج با اتوبوس به میدان آورده شده بودند. به آنها پرچم‌های قرمز، آگهی‌ها و تصاویر بزرگ چائوشسکو و همسرش النا را داده بودند. تماشاچیانی که در خیابان پیروزی جمع شده بودند به کارگران اضافه شدند. به جمعیت، که بالغ بر ۸۰٬۰۰۰ نفر بودند، دستورهای مربوط به مکان ایستادن، زمان استقبال و سرود برای خواندن داده شده بود. ردیف‌های جلوی اجتماع مقامات رسمی رده پایین و اعضای حزب کمونیست بودند که به عنوان رهبران تشویقی عمل می‌کردند. قبل از آنها، عوامل لباس شخصی سکوریتاته و یک ردیف نظامیان پلیس بودند، که جمعیت را حدود ۳۰ متر از جلوی ساختمان کمیته مرکزی دور نگه داشته بودند.
چائوشسکو در بالکن ساختمان کمیته مرکزی ظاهر شد و همچون سالهای گذشته سخنرانی خود را با " زبانی چوبی " شروع کرد. اما، او خلق و خوی جمعیت را به شدت اشتباه حدس زده بود. فقط ردیف‌های جلو چائوشسکو را با تشویق همراهی کردند، در حالی که بیشتر جمعیت بی‌تفاوت بودند. هشت دقیقه بعد از شروع سخنرانی، برخی از مردم شروع به فریاد کردند چون تیراندازی رخ داده بود. کارگران یکی از نیروگاه‌های بخارست شروع به آواز خواندن کردند "Ti-mi-asha-ra!" Ti-mi-şoa-ra! "- آوازی که به زودی با همراهی همه جمعیت همراه شد. چائوشسکو دست راست خود را در امید به ساکت کردن جمعیت بالا برد؛ سیمای خیره او یکی از لحظات فراموش نشدنی پایان کمونیسم در اروپای شرقی باقی می‌ماند. پس از آنکه بسیاری از مردم شروع به خروج از میدان کردند، هر دوی نیکولا و النا چائوشسکو از بلندگو فریاد می‌کشیدند که مردم سر جایشان بنشینند. سپس نیکولا سعی کرد جمعیت را با پیشنهاد افزایش حقوق ۲۰۰ لئوی رومانی در ماه (در حال حاضر حدود ۱۸ دلار آمریکا، در عین حال افزایش حقوق ۱۰ تا ۲۰ درصد برای حقوق متوسط) و بورس تحصیلی دانش آموزان از ۱۰۰ تا ۱۱۰ لئو، در حالی که به تحسین دستاوردهای ۴۲ سال گذشته ادامه می‌داد نگه دارد. با این حال او متوجه نشد که یک انقلاب واقعی درست در مقابل چشمانش آغاز شده‌ است.
گارد امنیتی او ظاهر شد، ناپدید شد و در نهایت، چائوشسکو را از بالکن برد. در همان لحظه، بسیاری از رومانیایی‌ها شاهد ضعف رژیم چائوشسکو برای اولین بار بودند. روز بعد، در ۲۲ دسامبر، چائوشسکو و همسرش النا از بخارست با هلیکوپتر فرار کردند اما چند ساعت بعد در تروژوشیه دستگیر شدند، محاکمه شدند و به جوخه اعدام سپرده شدند.